# Gregor XV.

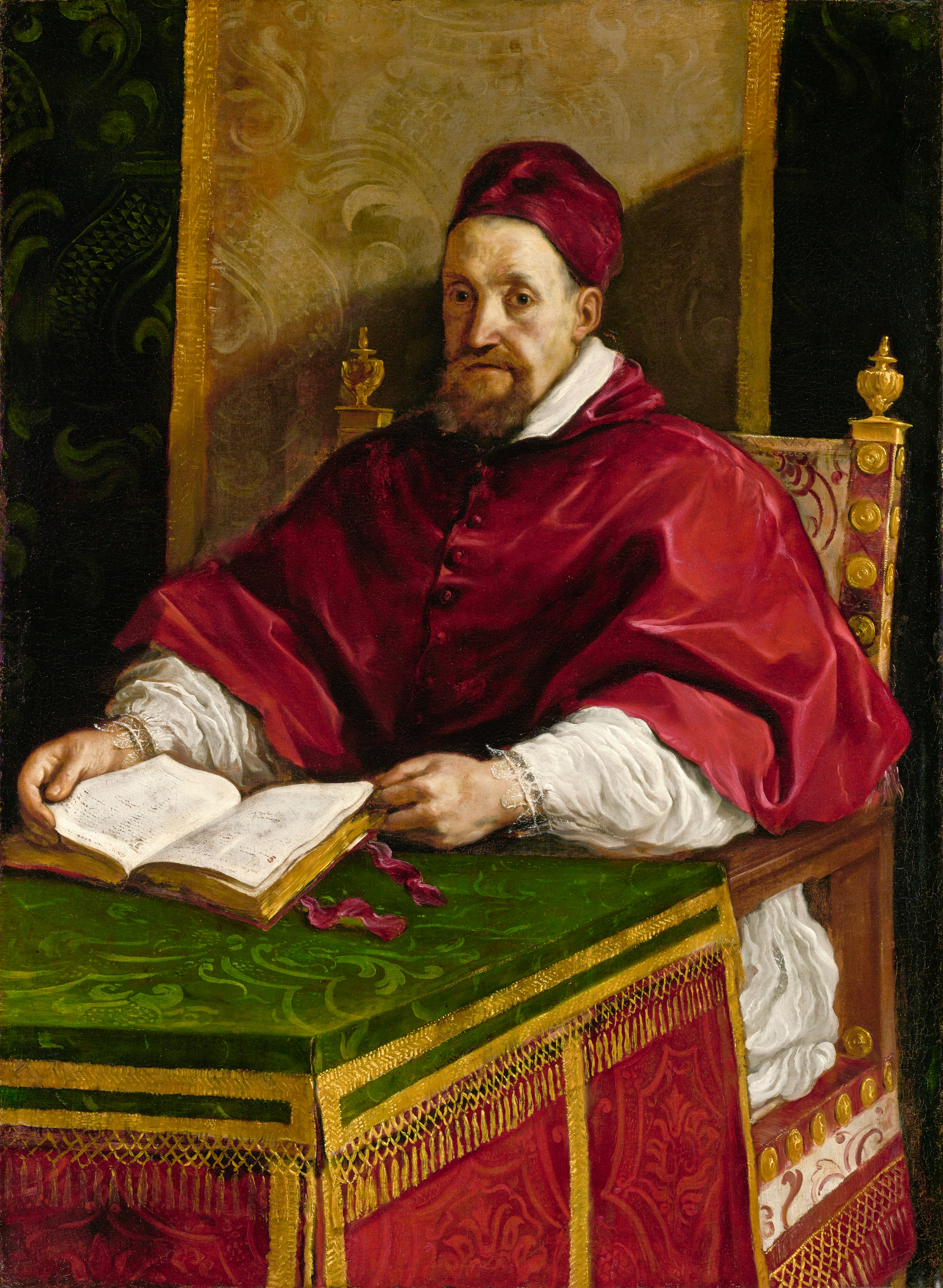
Gregor XV.

Wappen von Papst Gregor XV. (moderne Nachzeichnung)

Gregor XV. (* 9. Januar 1554 in Bologna; † 8. Juli 1623 in Rom), geboren als Alessandro Ludovisi, war von 1621 bis 1623 Papst der katholischen Kirche.

## Leben
Alessandro Ludovisi war der Sohn des Pompeo Ludovisi, Graf von Samoggia und Tiola, und der Camilla Bianchini. Er entstammte einem alten Bologneser Adelsgeschlecht. Er studierte in Rom Philosophie und Theologie bei den Jesuiten. 1571 wechselte er zum Jura-Studium nach Bologna. Sein Studium beendete er in Bologna mit der Promotion zum Dr. jur. im Jahr 1575.
Nach der Priesterweihe wurde er von dem auch aus Bologna stammenden Papst Gregor XIII. in Dienst genommen. 1612 wurde er von Papst Paul V. zum Erzbischof von Bologna ernannt, der ihn 1616 auch zum Kardinal kreierte.

## Pontifikat
Das Konklave wählte ihn am 9. Februar 1621 zum neuen Papst. Seinen Papstnamen wählte er in Erinnerung an Papst Gregor XIII.
In sein Pontifikat fielen die ersten Jahre des Dreißigjährigen Krieges, der durch den Ständeaufstand in Böhmen (1618) ausgelöst und durch konfessionelle Gegensätze angeheizt wurde. Da Gregor XV. sich dafür einsetzte, dass nach dem Sturz des protestantischen böhmischen „Winterkönigs“ dessen pfälzische Kurfürstenwürde an den Herzog Maximilian von Bayern übertragen wurde, schenkte ihm dieser die Universitätsbibliothek Heidelberg, die Bibliotheca Palatina.
Am 6. Januar 1622 gründete er als Zentralbehörde für alle Belange der Missionierung die Congregatio de Propaganda Fide, kurz auch als die Propaganda bezeichnet. Mit der Bulle Aeterni Patris Filius vom 15. November 1621 und dem zugehörenden Caeremoniale vom 12. März 1622 reformierte er die Papstwahl. Wichtigste Neuerung der minutiösen Regelungen war die Einführung der geheimen Abstimmung mit Hilfe von Stimmzetteln.
Am 12. März 1622 sprach er Ignatius von Loyola und Franz Xaver, die Gründer des Jesuitenordens, die Mystikerin Teresa von Ávila sowie Filippo Neri und Isidor von Madrid heilig und am 15. September 1622 den Deutschen Albertus Magnus selig.
Gregor XV. starb am 8. Juli 1623 in Rom und wurde in der Kirche Sant’Ignazio di Loyola in Campo Marzio beigesetzt.

## Nepotismus
Seinen Bruder, den Bologneser Senator Orazio Ludovisi (1561–1624), ernannte er kurz nach seiner Wahl zum Gouverneur von Benevento und zum Aufseher einer Reihe von Festungen im Kirchenstaat sowie zum Generalgouverneur der Milizen. 1621 ermöglichte er ihm den Erwerb des kirchenstaatlichen Lehens Fiano Romano und erhob ihn zum Herzog von Fiano. Orazios drei Kinder wurden ebenfalls gut versorgt: Seinen Sohn Ludovico Ludovisi, ernannte der Onkel eine Woche nach seiner Wahl zum Kardinalnepoten. (Siehe: Nepotismus am Heiligen Stuhl). Die Nichte Ippolita verheiratete er mit einem der reichsten römischen Adligen, Giorgio Aldobrandini, einem Neffen von Clemens VIII., und gab ihr auf Kredit des Heiligen Stuhls eine Mitgift von 100.000 Scudi. Der Neffe Niccolò Ludovisi (1610–1664) wurde 1622 mit Isabella Gesualdo, der Tochter von Carlo Gesualdo und Erbin des Fürstentums Venosa, verheiratet; in zweiter Ehe heiratete er später Polissena Orsini, die über ihre Mutter Isabella Appiano das Fürstentum Piombino erbte, das dann an Niccolòs Tochter Ippolita, Gemahlin von Gregorio Boncompagni, fiel. Die Familie Boncompagni-Ludovisi regierte das Fürstentum Piombino bis 1815.